# Allium xinlongense
Allium xinlongense — вид трав'янистих рослин родини амарилісові (Amaryllidaceae), ендемік Сичуаню, Китай.
Новий вид описано з провінції Сичуань, Китай. Його діагностичні морфологічні ознаки були підтверджені порівнюючи їх з ознаками споріднених видів: A. maowenense, A. chrysanthum, A. rude, A. xichuanense, A. chrysocephalum, A. herderianum. Проведено молекулярний філогенетичний аналіз.